# Доходный дом Эйлерса
Доходный дом Эйлерса — памятник северного модерна в Санкт-Петербурге. Находится по адресу: улица Рентгена дом 4. В 2001 г. дом включён КГИОПом в «Список вновь выявленных объектов, представляющих историческую, научную, художественную или иную культурную ценность» (1374). В апреле 2023 года дом приобрёл статус объекта культурного наследия регионального значения.

## История
Пятиэтажный доходный дом был построен в 1913—1914 годах в стиле позднего северного модерна с элементами барокко для семьи купца 2-й гильдии Г. Ф. Эйлерса, садовода и поставщика Императорского двора, по проекту его сына, гражданского инженера К. Г. Эйлерса, при участии Ф. И. Лидваля, женатого на дочери Г. Ф. Эйлерса, Маргарите.
До революции рядом с домом, на углу Каменностровского проспекта, был открыт цветочный магазин Эйлерса, при котором на обширном участке позади дома были теплицы и питомник для выращивания растений.
Цокольный этаж главного фасада оформлен облицованной серым гранитом террасой, на парапете которой установлены четыре фигуры мальчиков — олицетворения времен года. По центру фасада дома находится проездная арка, над которой расположен плоский прямоугольный эркер на три этажа и высокий криволинейный фронтон. В соответствии с характером семейного дела Эйлерсов, наружное убранство здания получило большое число флореальных мотивов — маскарон фавна, античного божества плодородия, украшающий замковый камень арки, рельефные изображения рогов изобилия, гирлянд из цветов и плодов, вазоны, наполненные плодами, венчающие фронтоны. Также на фасаде можно видеть вензель с инициалом владельца дома — Эйлерса — «Е». Арка ведёт во внутренний двор со сквозным проходом до сквера Низами.

## В культуре
Дом попал в кадры старого советского фильма «Неоконченная повесть» (1955). Также его можно видеть в фильме «Брат».